# یوسوکو یاماموتو (جودوکار)
یوسوکو یاماموتو (انگلیسی: Yōsuke Yamamoto؛ زادهٔ ۲۲ ژوئن ۱۹۶۰) جودوکار اهل ژاپن بود.